# Debbie Flintoff-King
Debbie Flintoff-King OAM (geb. Debra Lee Flintoff; * 20. April 1960 in Melbourne) ist eine australische Hürdenläuferin, die sich auf die 400-Meter-Strecke spezialisiert hatte, und Olympiasiegerin.
Bei den Commonwealth Games 1982 in Brisbane gewann sie Gold, und bei den Weltmeisterschaften 1983 erreichte sie das Halbfinale. 
1984 wurde sie bei den Olympischen Spielen in Los Angeles Sechste. 1986 verteidigte sie ihren Titel bei den Commonwealth Games in Edinburgh und gewann auch über 400 Meter Gold, und 1987 holte sie Silber bei den Weltmeisterschaften in Rom.
Ihren größten Erfolg feierte sie 1988 bei den Olympischen Spielen in Seoul. Mit olympischem Rekord siegte sie vor Tazzjana Ljadouskaja (URS) und Ellen Fiedler (GDR). Nach einer Silbermedaille bei den Commonwealth Games 1990 in Auckland beendete sie ihre internationale sportliche Karriere. 
Als Mitglied der australischen Stafette gewann sie in der 4-mal-400-Meter-Staffel bei den Commonwealth Games zweimal Silber (1982, 1990) und einmal Bronze (1986). Insgesamt wurde sie siebenmal nationale Meisterin über 400 Meter Hürden (1982–1986, 1988, 1991) und zweimal über 400 Meter (1985, 1986).
1986 heiratete sie ihren Trainer Phil King. Das Paar hat zwei Kinder.
Bei den Olympischen Spielen 2000 in Sydney war sie neben Betty Cuthbert, Raelene Boyle, Shirley Strickland de la Hunty, Dawn Fraser und Shane Gould eine von sechs herausragenden Frauen der australischen Sportgeschichte, die die Fackel mit dem olympischen Feuer durch das Rund des Olympiastadions trugen, ehe Cathy Freeman die Flamme entzündete. Bereits 1987 wurde sie für ihre sportlichen Verdienste mit der Medaille des Order of Australia ausgezeichnet.

## Persönliche Bestzeiten
- 400 m: 50,78 s, 11. Juli 1986, London
- 400 m Hürden: 53,17 s, 28. September 1988, Seoul